# 廖壽恆
廖壽恆（1839年—1903年），字仲山，晚號抑齋，福建汀州府永定县人，寄籍江苏嘉定县（今上海市嘉定區）。晚清大臣，支持光緒帝推行新政。
同治二年（1863年）癸亥恩科二甲第五名進士，選翰林院庶吉士，散館授編修。歷任湖南學政、國史館纂修、侍讀學士，總理各國事務衙門大臣、兵、禮、戶、吏四部侍郎、左都御史、禮部尚書、刑部尚書。
光緒九年，中法戰爭爆發，廖壽恆曾力主籌餉制械，抗擊法國侵略，鞏固西南邊防。二十四年，在軍機大臣上學習行走。同年，廖壽恆與總理各國事務衙門大臣約康有為問話，詢問變法的步驟方法。維新運動展開，廖助康有為向光緒送書遞折，也給康傳遞光绪「上諭」，「凡有顧向之事，由總署代傳，或有章奏條陳，亦由總署呈進，特派廖公專司之，朝中呼之為廖蘇拉。」康有為當時與廖過從頗密，曾記其事：「時吾遞書遞折，及有所傳旨，皆軍機大臣廖仲山為之。京師謠言，皆謂廖為吾筆帖式，甚至有謂為康狗者。」
光緒二十六年，廖壽恆因病開缺回籍，三年後卒。
弟弟廖穀士曾任巡撫。

## 家族
- 高祖、廖冀亨（1660年—1711年）
- 曾祖、廖鸿章（1701年-1766年）
- 祖父、廖文锦（1773年—1834年）
- 父親、廖惟勋（1802年-1852年）
- 哥哥、廖壽豐（1835年-1901年）
- 女婿、徐郙（1838年—1907年）

## 延伸阅读
[在维基数据编辑]
 《清史稿/卷439》，出自趙爾巽《清史稿》
 在维基共享资源阅览影像